# Kloposawit (Buluspesantren)
Kloposawit is een bestuurslaag in het regentschap Kebumen van de provincie Midden-Java, Indonesië. Kloposawit telt 3461 inwoners (volkstelling 2010).